# Miaoba
Miaoba (kinesiska: 庙坝) är en köping i sydvästra Kina. Den ligger i Chengkou härad i storstadsområdet Chongqing,  omkring 320 kilometer nordost om det centrala stadsdistriktet Yuzhong. Antalet invånare är 10 342. Befolkningen består av 5 087 kvinnor och 5 255 män. Barn under 15 år utgör 22,0 %, vuxna 15-64 år 67 %, och äldre över 65 år 9,0 %.